# سن-آنتوان-دو-تیلی، کبک
سن-آنتوان-دو-تیلی (به فرانسوی: Saint-Antoine-de-Tilly) شهری در منطقه شهری لوتبینییر ناحیه شودییر-آپالاش در استان کبک کانادا است. در سرشماری سال ۲۰۱۱ این شهر ۱٬۴۴۲ نفر جمعیت داشته‌است و مساحت آن ۶۰٫۲۹ کیلومتر مربع است.